# Andreas Aabel
Andreas Aabel (21 de febrero de 1911-29 de diciembre de 1948) fue un actor, artista de revista y traductor noruego.

## Biografía
Nacido en Oslo, Noruega, sus padres eran los actores Hauk Aabel (1869-1961) y Svanhild Johannessen (1882-1971). Era hermano del también actor Per Aabel (1902-1999). 
Andreas Aabel superó en 1929 el examen artium, formándose en la escuela Riis en Aker. En enero de 1930 debutó en el Centralteatret con la comedia de Gustav Essmann Den kjære familie. Desde 1931 a 1934 trabajó en el Den Nationale Scene, y entre 1934 y 1942 en el Teatro nacional de Oslo. En este último a menudo heredó los papeles de su padre, como ocurrió con el de Henrik Meisel en Den spanska flugan o el del prisionero en Flaggermusen. También fue Rikard en la pieza de Johan Borgen Kontorsjef Lie, Egil en la de Finn Bø I moralens navn, Jakob en Erasmus Montanus (de Ludvig Holberg) y Jesper en Kierlighed uden strømper (de Johan Herman Wessel).
A partir de 1942 Aabel actuó en el género de la revista en el Edderkoppen Teater y en el cabaret Chat Noir. Para este último fue coautor de diez revistas, y en 1944, junto a Einar Sissener, trabajó en el libreto de la opereta noruega Tre gamle jomfruer. Desde 1946 fue actor de carácter en el Det Nye Teater, participando, entre otras obras, en la de J. B. Priestley Helt siden paradiset y en la de Ernst Orvil Rødt lys. Desde 1938 hasta su muerte trabajó en la Norsk Rikskringkasting, ganando fama con el programa infantil Truls of Oskar. También fue conocido por la figura del fanático aficionado al deporte Myrbråtan.
Además de su faceta teatral, Aabel actuó en cinco películas entre 1932 y 1948. Su cinta de debut fue Prinsessen som ingen kunne målbinde, y en 1933, con Jeppe på bjerget, actuó acompañando a su padre. Su última actuación para la gran pantalla fue como Kasper en Kampen om atombomben (1948).
Fuera de la actuación, Aabel trabajó en la traducción de varios libros y obras de teatro. Andreas Aabel falleció en Oslo, Noruega, en el año 1948, a causa de una infección de garganta. Había estado casado desde 1936 con Ellen Johanne Didriksen (1911–2001).

## Filmografía
- 1932 : Prinsessen som ingen kunne målbinde
- 1933 : Jeppe på bjerget
- 1938 : Bør Børson jr.
- 1946 : Et spøkelse forelsker seg
- 1948 : Kampen om atombomben